# Bell (Automobilhersteller)
W. G. Bell war ein britischer Automobilhersteller.

## Unternehmensgeschichte
Das Unternehmen war in Rochester (Kent) in der Grafschaft Kent ansässig. 1920 begann die Produktion von Automobilen. Der Markenname lautete Bell. Im gleichen Jahr endete die Produktion.
Es gab keine Verbindung zu Bell Brothers, die zur gleichen Zeit ebenfalls Autos unter der Marke Bell anboten.

## Modelle
Im Angebot stand ein Cyclecar Der Wagen war ein Dreirad mit einzelnem Vorderrad. Ein Einbaumotor, der je nach Quelle von J.A.P. oder Precision kam, trieb die Fahrzeuge an. Die Wagen wurden in Werbeschriften zu Preisen zwischen 120 und 150 Pfund Sterling angepriesen.